# فوكودا هايدكو
فوكودا هايدكو (باليابانية: 福田英子؛ بالكانا: ふくだ ひでこ) هي كاتِبة يابانية، ولدت في 5 أكتوبر 1865، وتوفيت في 2 مايو 1927.